# Célula de Rohon-Beard

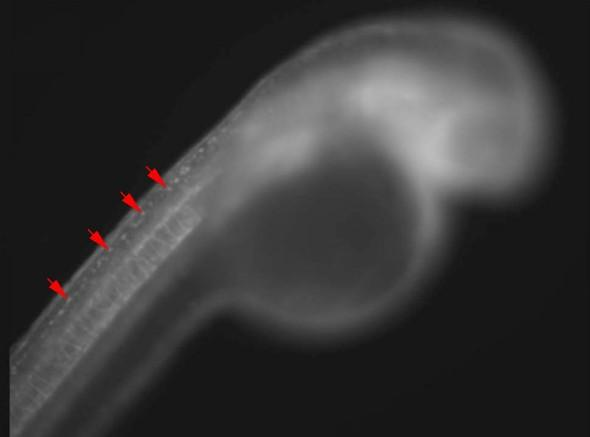
Embrião de paulistinha 48 horas após a fertilização. As setas indicam quatro neurônios de Rohon-Beard.

As células de Rohon-Beard são neurônios especializados com propriedades mecanorreceptivas. Eles existem durante o estágio embrionário de desenvolvimento e são encontrados na parte dorsal da medula espinhal em peixes e anfíbios.
Os neurônios de Rohon-Beard se desenvolvem na fronteira entre o ectoderma epidérmico (superfície) e o neuroectoderma.
Na maioria das espécies, as células de Rohon-Beard desaparecem durante o curso do desenvolvimento ontogenético (por exemplo, no paulistinha durante as primeiras duas a quatro semanas de desenvolvimento, na fase larval tardia, início do estágio juvenil, substituído por um gânglio da raiz dorsal dos nervos espinhais)  por apoptose.
John Beard e Joseph Victor Rohon primeiro descreveram essas células, independentemente umas das outras.